# Miguel Hidalgo y Costilla
Miguel Gregorio Antonio Ignacio Hidalgo y Costilla Gallaga Mondarte Villaseñor, adesea figurând ca Miguel Hidalgo y Costilla, cunoscut și ca Miguel Hidalgo (n. 31 iulie 1753 – d. 31 iulie 1811) a fost un preot romano-catolic mexican, general și lider revoluționar rebel care a inițiat mișcarea de independență a Mexicului de sub control spaniol la începutul secolului al XIX-lea. Miguel Hidalgo este erou național al Mexicului, fiind considerat tatăl Mexicului independent.